# 生コマーシャル

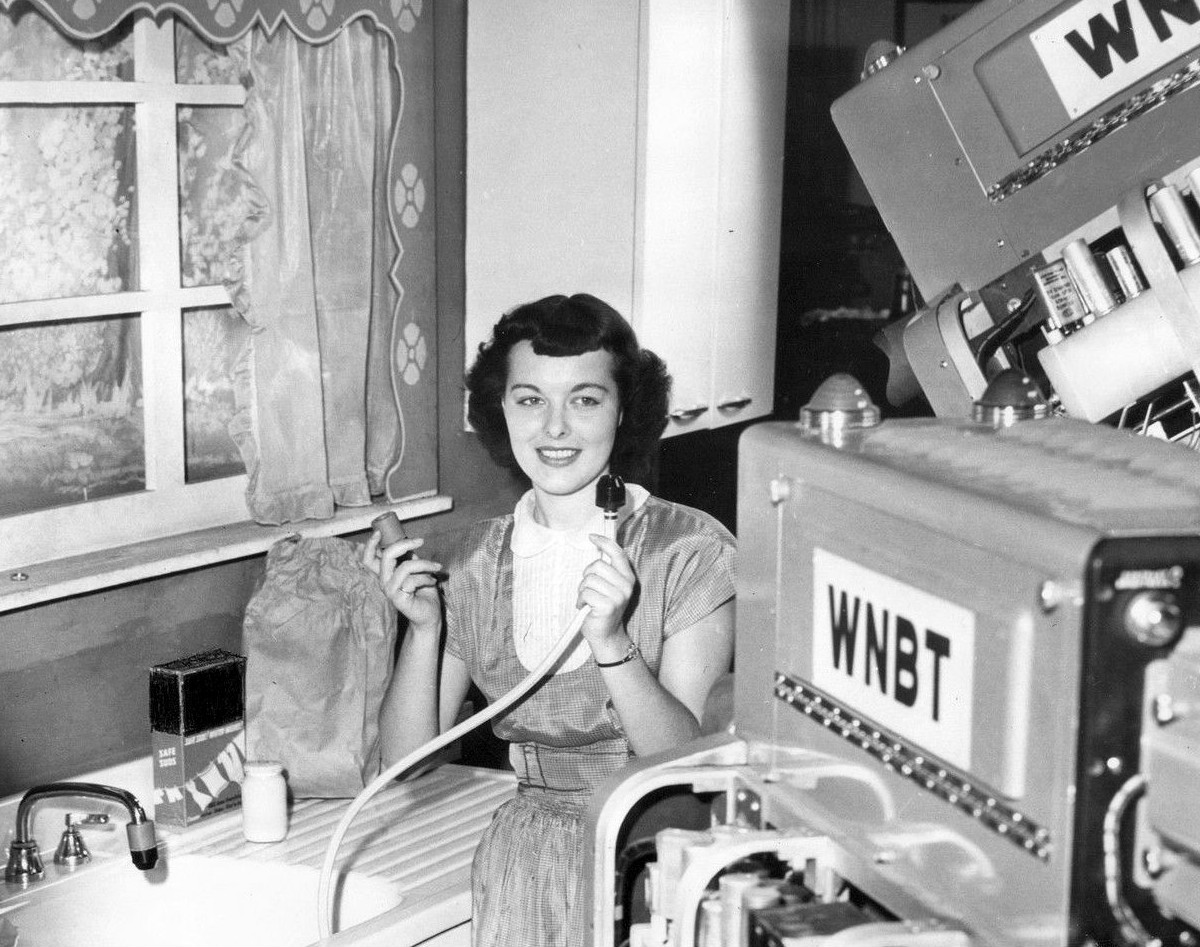
生コマーシャルの放送風景（アメリカ合衆国WNBT、1948年）

生コマーシャル（なまコマーシャル）は、民間放送におけるコマーシャルメッセージ（CM）のうち、生放送形式で放送されるものの呼称。生CMまたは生コマと略される。

## 概要
多くの場合、スタジオで1人ないし複数の出演者が、決められた時間枠内で、商品に関する情報をアナウンスする。テレビの場合、小さな画角が保たれたセット内で、商品を手に持つか、かたわらに立つかした出演者がとうとうとアナウンスを述べ、場合によっては実際に使用する、というシンプルな構成の演出方法を取る。
日本の民間放送初期、収録素材（音声録音用磁気テープ、映画フィルム、VTR等）によってCMを放送することはハイコストであったり、環境によって技術的に困難だったりしたため、ほとんどのCMが生CMで放送された。

### 扱われる商品およびサービス
食料品・飲料品、生活雑貨、家電製品、保険など、分野は多岐にわたる。

## ラジオの生コマーシャル
ラジオ番組の生ワイド番組等では、CM枠でスタジオ音声を降ろさずに、番組のラジオパーソナリティ自身がCMのアナウンスを行う形式が主流であり、21世紀以降も実施されている。スポンサーの代表取締役がパーソナリティを勤める番組も、生コマーシャルの形式を採ることが多い。以下は実例。
- 歌のない歌謡曲（全国企画ネット番組） - パナソニック[4]
- 永六輔の誰かとどこかで（TBSラジオ） - 桃屋
- くにまるジャパン 極（文化放送）
- 徳光和夫 とくモリ!歌謡サタデー（ニッポン放送） - NEXCO東日本
- あにまにあ（北陸放送） - ブシロード[5]
- ありがとう浜村淳です（MBSラジオ）
- 午後2時5分一寸一服（熊本放送） - 鶴屋百貨店[6]
- 安盛の暁でーびる（ラジオ沖縄）

## テレビの生コマーシャル

### テレビ生CMの沿革
日本の民間テレビ放送開始当初は、前述の通り収録素材によるCMを送出しにくい事情があった。特に映像記録手段がフィルムしかなかった時代では、テレビカメラの映像信号を直接放送した方が、フィルムのテレシネ送出よりコマ数が細かく、画質も鮮明であり、宣伝のために好都合だったという事情があった。またフィルム自体の価格も高かったという事情もある。
この時代の代表的な形式として、番組本編中断時に、その番組の出演者にそのままCMを演じさせる、という構成があった。広く知られ、文献に残る例として、舞台コメディの生中継番組『のり平のテレビ千一夜』（早川電機）、生テレビドラマ『日真名氏飛び出す』（三共） の事例がある。特に後者は、登場人物が毎回のシーン中にスポンサー企業の商品を必ず用いるというプロダクトプレイスメントの手法であった。当時は番組1本につき1社のスポンサーがつく一社提供番組が主流だったことや、のちの時代ほどステーションブレイク（番組終了から次の番組開始までの時間）に多くの時間を取らず、スポットCMを詰めていなかったことが、この演出形式を容易にした。
なお、日本における生CM第一号は自動車メーカーダイハツがスポンサーとなっていたコメディドラマ「やりくりアパート」(大阪テレビ放送(現・朝日放送テレビ)製作)の中で放送していた大村崑らが出演するダイハツ・ミゼットのものとされている。
番組出演者を用いなかった初期の例として、日本テレビの『日本プロレス中継』では、試合間のインターバルで、スタッフが掃除機を使用してリング上を清掃しているさまを撮影し、実況アナウンサーが三菱電機の商品であることを宣伝するというものがあった。
民放テレビ4年目の1956年頃から、とりわけ家電製品メーカー企業において、生コマーシャルのための専属タレントが固定で用いられる例がみられるようになった。東京芝浦電気の旗和子、三洋電機の林ひな子がその草分けとされ、翌年には松下電器産業の泉大助が人気を博した。このほか、日本教育テレビのアナウンサーから東芝専属に転身した押阪忍、同じくNHKアナウンサーから日立製作所専属となった高橋圭三などが挙げられる。
やがて、生コマーシャルは主として『小川宏ショー』『3時のあなた』など、番組本編も生放送であるワイドショーなどで行われる程度となっていった。また、VTRの普及にともない、生コマーシャルの構成をそのまま生かして収録した「ビデオコマーシャル」と呼ばれる手法と生コマーシャルとを併用するようになった。

### テレビ生CMの技術
収録コマーシャルはテレビ放送局内のCMバンクシステムから再生・送出されている。これに対し生コマーシャルは、上述の「ビデオコマーシャル」の場合も含め、生放送中の番組本編同様、スタジオ副調整室から送出（サブ出し）している。
放送の形態としては2つの例がある。ひとつは番組本編枠の一部として放送されるケースで、放送運行上はCM枠ではなく本編枠の扱いとなるため、チャンネルロゴ表示の表示が消えることはなく（主調整室からの任意で表示を止める場合もある）、この場合はビデオレコーダ等のCMスキップ機能でコマーシャルと認識されない。
もうひとつは放送運行上、CM枠の一部として自動番組制御装置にて時間枠を設定。CM枠の送出素材をその枠のみCMバンクではなく放送中の副調整室に設定することで生コマーシャルを送出することがある。この仕組みを応用して、ジャパネットたかたなどの通信販売会社が生コマーシャル形式のテレビショッピングを放送するケースもある（後述）。こちらのケースでは自動番組制御装置によりCM枠として運行されているためチャンネルロゴ表示の表示を止める。
何度も繰り返し放送される収録コマーシャルと違い、一度しか放送されないので、時間内ですべての情報を認識させるための台本およびフリップボード・字幕スーパーなどの文字情報製作に専門の知識と経験が要求される。

### テレビ生CMの手法
1本あたりの時間は、60秒から120秒前後である。
番組本編のセットや出演者を用いた演出の生コマーシャルを行う場合、民放連放送基準92条 に基づき、「これは（○○の）CMです」という表示をするなど、一見してコマーシャルだとわかるような処置をしなければならないことになっている。
番組本編も生放送である場合、生コマーシャルの放送時間は番組の進み具合によって変化することがある。

#### スポーツ中継番組による生CMの例
スポーツ中継番組や、特別番組などでは、サブ出しで番組本編にかぶせるように、協賛スポンサーの生コマーシャルを実施するケースが存在する。これは民放連放送基準150条の、スーパーインポーズをCMに原則用いないための自主規制ルールに設けられた例外規定 に基づくもので、多彩な放送手法がみられる。
- コートないしフィールド上に画像を合成する方法。
  - 2005年のサッカー・A3チャンピオンズカップの中継内では、日産自動車のコマーシャルCGを試合のハーフタイム中だったピッチ上のセンターサークル上に合成したCMを放送した。
  - 2005年フィギュアスケート日本選手権でも上記と同様の手法によるCMが放送された。
  - テレビ北海道のバスケットボール中継
- 実況画面を流しながら画面の2分の1から4分の1程度の領域に映像・字幕などのCMを流す例。
  - 全国高校野球選手権大会中継
  - ダイエーグループが特別協賛社を務めた頃の大阪国際女子マラソン（1982年 - 2001年、関西テレビ制作・フジネットワークで放映）
  - 東京国際マラソン（1982年 - 1992年のうちの偶数年、日本テレビ制作）
  - NTTドコモが特別協賛を務めた時期の東京国際女子マラソン（2006年～2008年・テレビ朝日系列で放映）
- 生コマーシャル放送スタジオとの二元中継方式。
  - この方式は「テレビ生CMの技術」で先述のとおり、自動番組制御装置において、素材入力元をCMバンクではなく中継回線（この場合は通信販売事業者からの中継素材回線）に設定しておき、CM枠の開始と共にこの回線へ切り替わるもの。予め設定されたCM放送枠が終わると、自動番組制御装置によって自動的に本編枠に戻されるか、連続してCMバンクからの別CM素材へ切り替わる。
  - この措置は通信販売事業者で唯一テレビショッピング専用スタジオを持つジャパネットたかたのみで行われており、FIVAワールドカップ2015男子大会（フジテレビ）序盤から中盤までにかけてテレビショッピングの生コマーシャルを実施した。ゴールデンタイム初とされる。
  - 同社の生コマーシャルはその後もバレーボール（特に冠大会である春高バレー中継）・野球の国際試合（侍ジャパン戦）で年に数回、集中的に放映されている。
  - ローカル中継では、毎日放送テレビで土曜日・日曜日に放送されている阪神タイガース戦デーゲーム中継において、「ジャパネットたかたpresents」と題し、中継中に生コマーシャルを実施している（商品紹介はイニングの合間に複数回、当日オススメの商品1点だけを紹介）[12][13]。

### 生CMを実施しているテレビ番組
2024年10月現在
- めざまし8（フジテレビ系列） - 花王

#### 過去
- TBS系列平日午前8時枠（TBS系列） - ライオン（生放送は『モーニングジャンボ奥さま8時半です』から『はなまるマーケット』まで、『いっぷく!』以降は事前収録に変更）[14]
- アッコにおまかせ!（TBS系列） - KDDI「auにおまかせ!」（2014年5月4日 - 2015年9月27日）
- 日本で一番早い!お笑いバトルフットンダ王決定戦2019（中京テレビ） - ソフトバンクモバイル
- 情報プレゼンター とくダネ!（フジテレビ系列） - 花王[15]（1999年4月1日 - 2021年3月26日）
- すてきな出逢い いい朝8時（毎日放送制作、TBS系列） - 江崎グリコ（放送開始　- 1999年3月27日）、エルセラーン化粧品（1997年4月 - 2001年9月）、アデランス（1991年 - 2001年9月）、岡畑農園（2000年4月 - 9月）
- スーパーモーニング→羽鳥慎一モーニングショー（テレビ朝日系列） - リーブ21（2001年4月 - 2024年3月）

- その他
  - 1970年代以降、ワイドショー以外の番組で生コマーシャルが行われた例に、朝日放送テレビの『部長刑事』終了直後の大阪ガスのCMがあった。また、深夜のワイド番組『11PM』『EXテレビ』（共に日本テレビ系列）でサントリーやトヨタ自動車などの生コマーシャルを実施したことがある（11PMやEXテレビでの生コマーシャルは、番組本編内での「告知」に近い扱いであり、厳密なCM枠ではない）。
  - また、例外として単発番組では『オールスター感謝祭』（TBS系列、2022年3月26日） でもライオンの生コマーシャルが放映されたことがある。

## 備考
藤田まことによる「俺がこんなに強いのも、あたり前田のクラッカー」の流行語で知られる『てなもんや三度笠』は収録番組であり、厳密には生コマーシャルの例に含まれない。公開収録形式の撮って出しによる放送であり、上記『のり平のテレビ千一夜』の手法の踏襲である。
また生コマーシャル、ないしはそれに仕立てた現代のインフォマーシャル的な件によるトラブルもあり、泉谷しげるは1972年、日本教育テレビ（NET　現・テレビ朝日）『土曜ショー』において、缶詰メーカー（詳細不明）の焼き鳥の缶詰の説明中に「うまいわけねぇだろう!!くだらねぇ!!やるんじゃねぇ!!」と激怒（これとは別に、放送禁止楽曲も生放送で披露している）し、それ以後NETを出入り禁止にさせられたうえ、左記番組の打ち切りという憂き目を見た。
さらに、この箇所は生放送ではない収録放送であるため、放送ではオフレコとはなったが、ニッポン放送などで放送された『吉田拓郎 バイタリスフォーク・ビレッジ』において、ゲストコーナーに出場したRCサクセションの忌野清志郎は、吉田から「普段整髪料は何を使っていますか？」と問うと、本来は「バイタリス」、あるいは「エメロン」と返さなければならないところを、ライバル他社である資生堂の「MG5」と発言して、スポンサーのライオン歯磨関係者から抗議を受けたという例もある。